# Casanoves (Aiguafreda)
Casanoves o can Casanoves és una masia abandonada i en ruïnes del municipi d'Aiguafreda documentada per primer cop l'any 1084, segurament d'origen anterior però del mateix segle xi. Constituïa una antiga finca agrícola, emplaçada en un punt alt dominant respecte la part baixa del terme municipal.
Consta de dues edificacions, l'edifici principal estava destinat a habitatge. Es conserven parcialment les parets i part dels forjats enrunats. Actualment no tenen coberta i els murs són de paredat comú.
L'edificació està situada dins l'EIN (espai d'interès natural) del Massís del Montseny, de la xarxa Natura 2000 i alhora és inclosa a l'inventari del patrimoni construït del Pla especial de protecció del medi natural i el paisatge del Parc Natural del Montseny (PEPMNPPM).